# Корнісі
Корнісі (груз. ყორნისი, ос. Знауыр) — даба (містечко) у Карельському муніципалітеті, мхаре Шида-Картлі, Грузія, тимчасово окуповане Росією та перебуває у складі Знаурського району так званої «Республіки Південна Осетія».

## Географія
Корнісі розташоване на річці Шуа-Проне, за 16,5 км від міста Цхінвалі, та за 36 км від Ґорі, на висоті 786 м. над рівнем моря.

## Клімат
Клімат у Корнісі морський, з помірно холодною зимою та довгим теплим літом.
Середньорічна температура — 10,6 °C. Найтеплішим місяцем є липень, з середньою температурою 21.4 °C, найпрохолоднішим — січень, з середньою температурою -1.0 °C.
Середньорічна норма опадів — 603 мм. Найменше опадів випадає у січні — 34 мм, найбільше в травні, у середньому 76 мм.

## Топонім
Спочатку населений пункт називався Окона. 4 липня 1933 року більшовиками був перейменовано на Знаур, на честь осетинського більшовика-революціонера, одного з творців осетинської організації партії більшовиків, Знаура Айдарова.
У 1991 році містечко було перейменоване в Корнісі.

## Історія
З 1846 року Корнісі входило до складу Ґорійського повіту Тифліської губернії.
Корнісі було адміністративним центром спочатку Оконського, а згодом Знаурського району (1933-1991).
1972 року Корнісі отримало статус селища міського типу.
27 квітня 1991 року Знаурський район було ліквідовано, територія увійшла до Карельського району.
У 2006—2008 роках Корнісі входило до складу Тіґвіського муніципалітету.

## Інфраструктура
- Середня школа імені Івана Цховребова, у якій, станом на 2017 рік, навчалося 154 учням, 38 з яких були дітьми російських військовослужбовців[5].
- Народний драматичний театр
- Будинок-музей Коста Хетагуров
- Будинку культури
- Бібліотека
- Музична школа
- Лікарня

В Корнісі розташовані російські війська.

## Демографія
Чисельність населення Корнісі, станом на 2015 рік, налічує 451 особу.
До війни населення містечка було змішаним осетино-грузинських. Влітку 2008 році, під час російсько-грузинської війни, близько 300 місцевих грузин стали біженцями, були вигнані російськими окупантами та осетинами в Грузію. Після окупації села російською армією частина будинків місцевих грузин була знищена.